# Kakost lesní

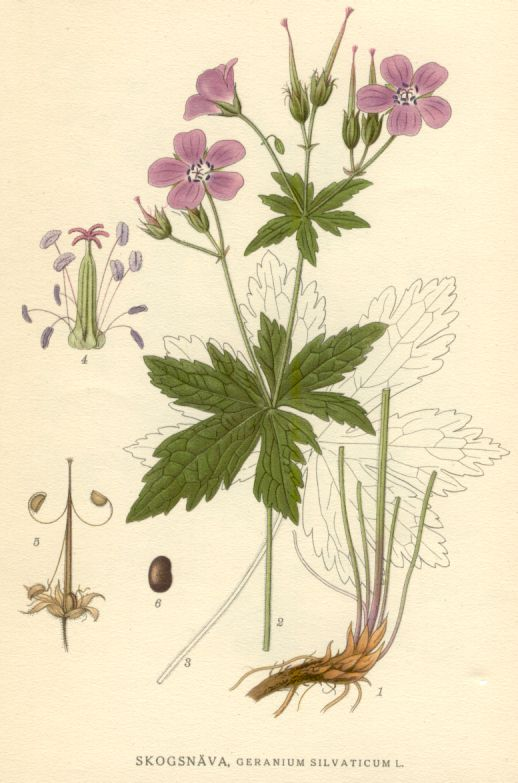
Nákres kakostu lesního

Kakost lesní (Geranium sylvaticum) je středně vysoká, mrazuvzdorná, vytrvalá rostlina s červenofialovými květy.

## Ekologie
Vlhkomilná rostlina se vyskytuje nejčastěji na horských a podhorských loukách, na lesních okrajích a pasekách, v křovinách, karech a vzácněji i v údolích podél vodních toků. Nejlépe se ji daří ve vlhkých, humózních a na živiny bohatých půdách nacházejících se v polostinných stanovištích. 
Přímo v lesích, navzdory svému druhovému jménu „lesní“, neroste. V latině lze slovo "sylvestris" přeložit také jako "divoký"
Rostliny se na stanovišti rozšiřují rozrůstáním oddenků a na větší vzdálenosti (až 3 m) semeny vystřelovaným ze zobanitých plodů.

## Popis
Vytrvalá bylina s 30 až 60 cm vysokou lodyhou vyrůstající z tlustého šikmého nebo až horizontálního oddenku. Lodyha je přímá, hranatá, rozvětvená a porostlá jednoduchými i žláznatými chlupy. Spodní listy s až 30 cm dlouhými řapíky mají čepele okrouhle ledvinovitého tvaru, dlanitě dělené do pěti až sedmi úkrojků které jsou obvejčité, trojlaločné a po obvodě nestejně zubaté. Řapíky se směrem vzhůru zkracují a nejvrchnější listy jsou téměř přisedlé a dělené jen do tři úkrojků. Palisty červenohnědé barvy jsou úzce kopinaté.
Květy jsou pětičetné, oboupohlavné a vyrůstají na dlouhých, stále vzpřímených stopkách; spolu vytvářejí dvoukvěté vidlany se čtyřmi kopinatými listeny. Zelené kališní lístky jsou asi 8 mm dlouhé, eliptického tvaru, krátce chlupaté, po okraji blanité, mají tři až pět žilek a střední žebro čnící asi 2 mm dlouhou špicí. Korunné lístky jsou obvejčité s krátkým nehtíkem, na vrcholu okrouhlé nebo vykrojené, až 20 mm dlouhé a 10 mm široké; nejčastěji jsou zbarveny červenofialově s tmavšími žilkami, vzácněji bývají růžové a výjimečně bílé. Nitky deseti tyčinek rostoucích ve dvou kruzích jsou vespod kopinaté a chlupaté. Vnitřní tyčinky mají u báze žlázky s nektarem. Pětidílný semeník nese zakřivenou čnělku s rozštěpenou bliznou.
V horských oblastech se vyskytují rostliny se sterilními samčími orgány a menšími korunními lístky.
Květy rozkvétající v červnu a červenci jsou opylovány hmyzem. Dozralé zobanité plody se rozpadají v pět semen vystřelovaných do okolí. Ploidie druhu 2n = 28.

## Rozšíření
V české přírodě roste především ve vyšších polohách, hlavně na severní polovině republiky, v Krkonoších, Krušných horách, Jizerských horách, Nízkém Jeseníku, Hrubém Jeseníku, Beskydech i v Českém středohoří. Několik izolovaných arel se nachází i na Šumavě a v Bílých Karpatech.
Tento eurosibiřský druh je rozšířen od Pyrenejského poloostrova přes celou Evropu až po povodí Jeniseje na Sibiři. Severním směrem se vyskytuje až po sever Skandinávie. Druhotně byl rozšířen do Severní Ameriky, kde se mj. vyskytuje i na jihu Grónska.

## Možnost záměny
Kakost lesní je někdy zaměňován s kakostem lučním nebo kakostem bahenním. Od těchto dvou druhů se morfologicky odlišuje hlavně tím, že jeho horní části lodyhy, květní stopky a kalichy porostlé žláznatými chlupy. Květní stopky jsou vzpřímené a korunní lístky sytě červenofialové až červeně lilákové. Nitky prašníků kopinaté.

## Význam
V minulosti bylo z jeho květů získáváno modré barvivo. V současnosti se v zahradnictví používají vyšlechtěné kultivary kakostu lesního jako nenáročné okrasné rostliny vhodné na polostinná stanoviště. Vysazují se obvykle na větší záhony, kde v souvislých porostech vypadají velmi pěkně. Po odkvětu se mohou pokosit, pak rychle obrazí a zhoustnou. Kultivary lze pro zachování vlastností množit dělením nebo kořenovými řízky, původní druhy se množí semeny.

## Galerie

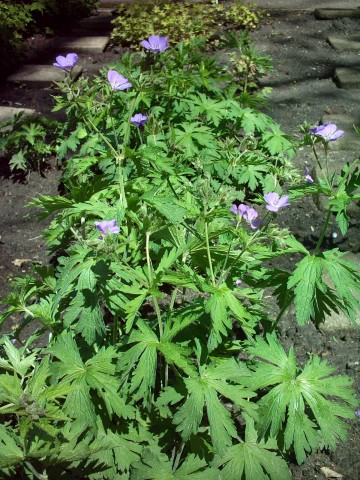
Statná rostlina
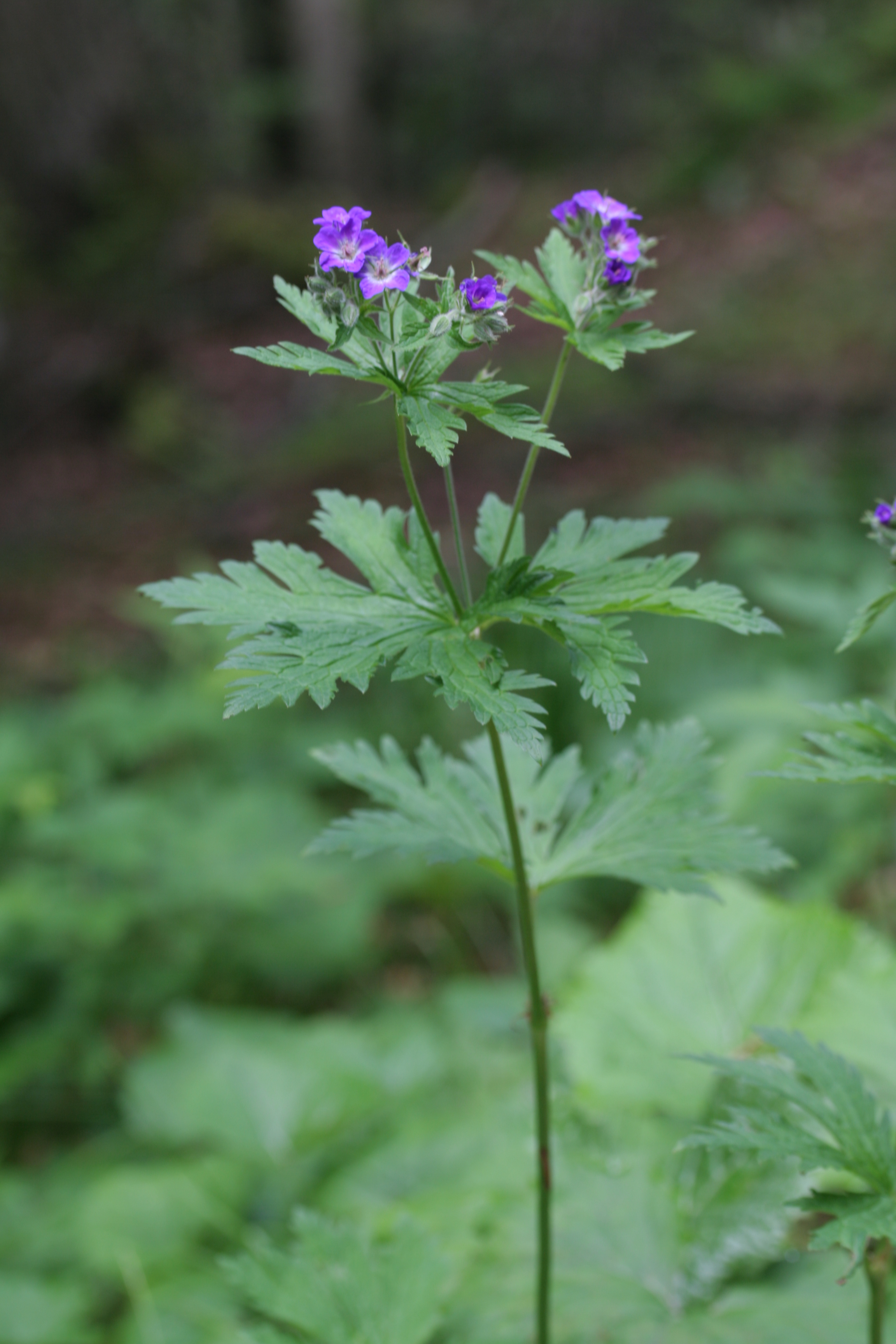
Květenství
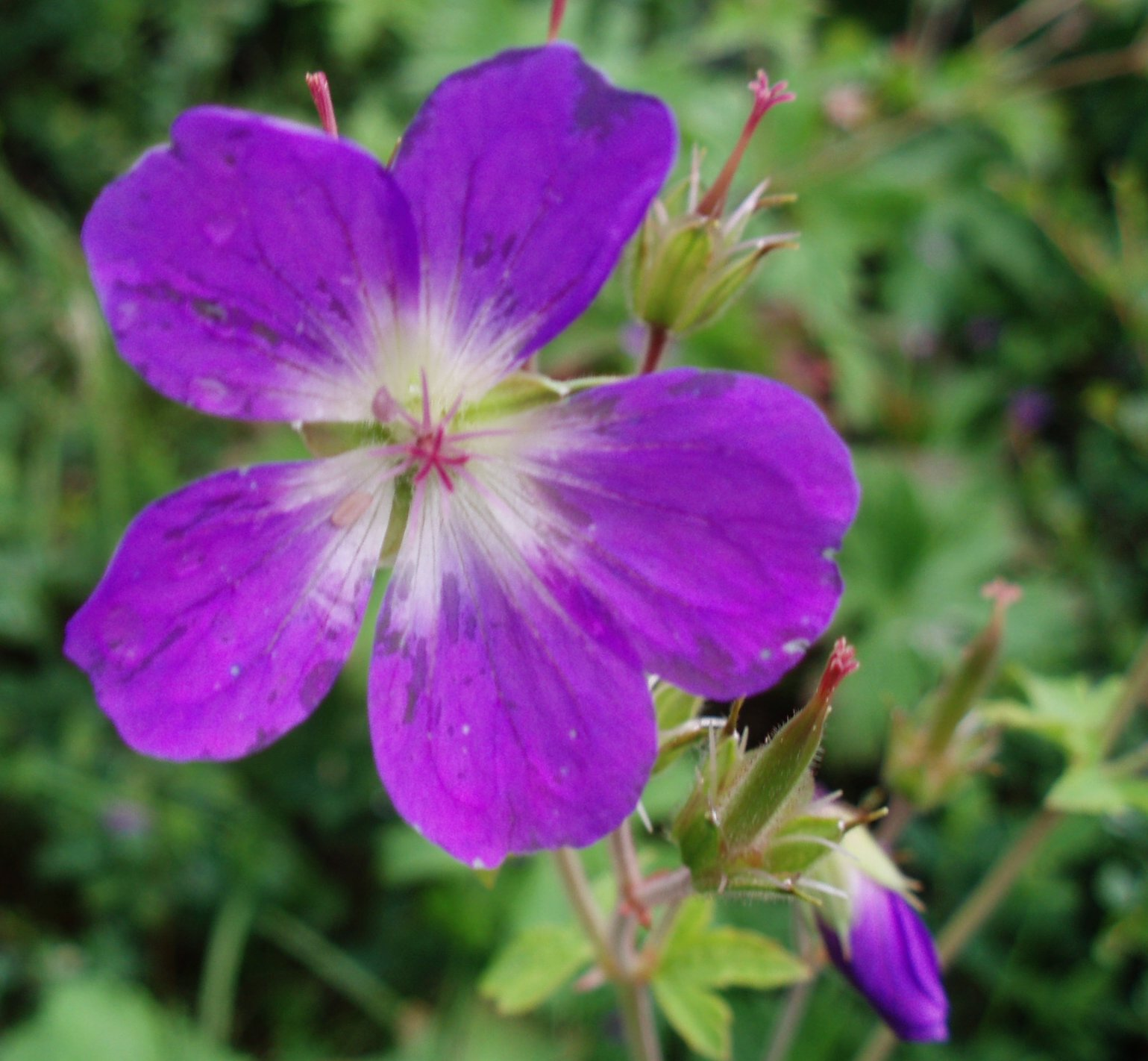
Květ
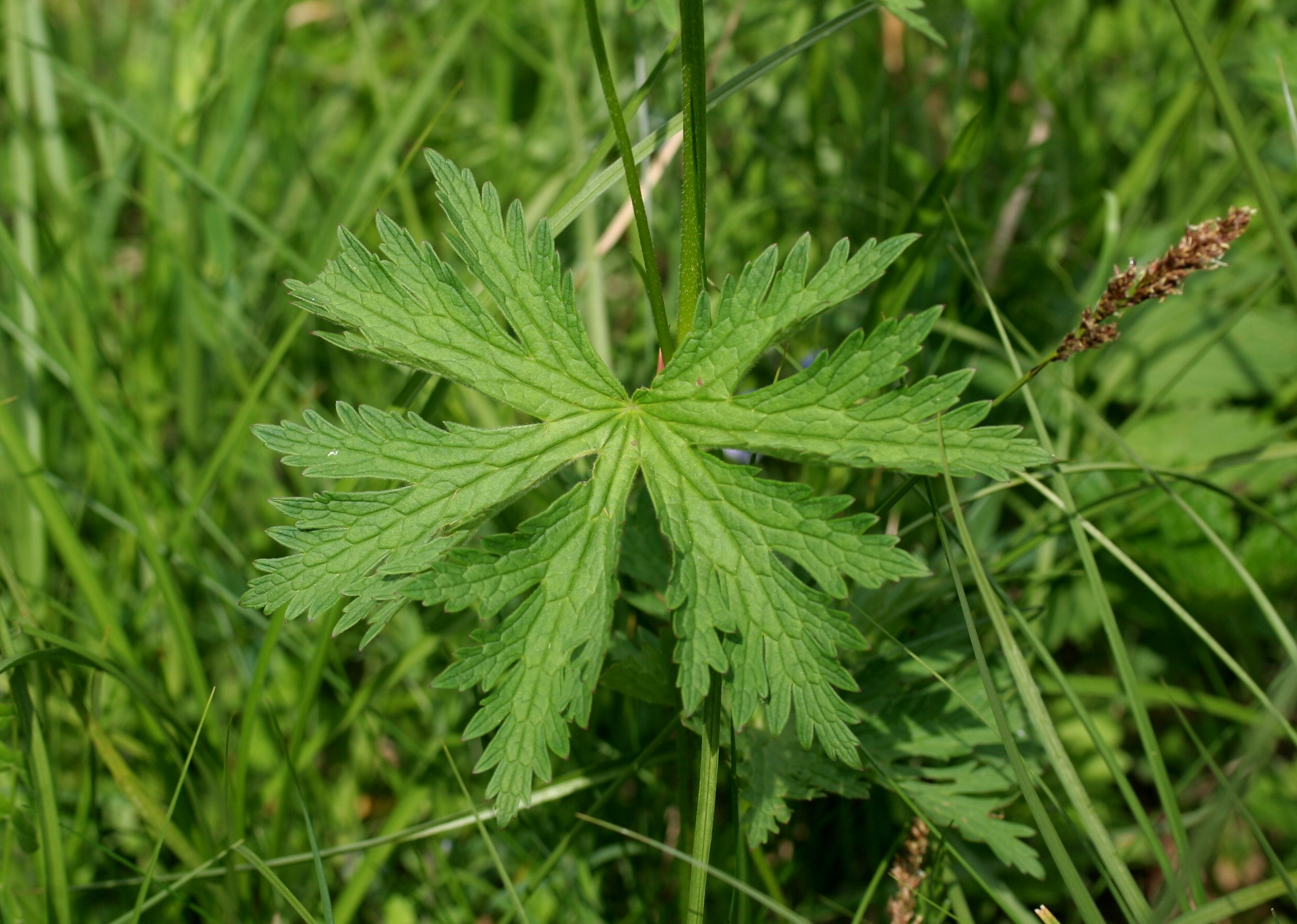
List